# Alfons Majavero
Alfons Majavero (* 20. Jahrhundert in Südwestafrika) ist ein ehemaliger namibischer Politiker der Demokratischen Turnhallenallianz (DTA).
Ab 1969 und bis 1991 war er Fumu der Mbukushu und als solcher ein König der Kavango bzw. des Caprivi. Von 1973 bis 1981 bekleidete Majavero als Chefminister faktisch das Amt des Staatsoberhauptes des Homeland Okavangoland. In den 1980er Jahren gründete Majavero die Kavango Alliance Party (KAP), die 1989 in National Democratic Unity Party (NDUP) umbenannt wurde.
Von 1989/90 war er für die DTA Mitglied der Verfassunggebenden Versammlung Namibias.